# Tăbălăiești, Vaslui
Tăbălăiești este un sat în comuna Bunești-Averești din județul Vaslui, Moldova, România.

 Acest articol despre o localitate din județul Vaslui este deocamdată un ciot. Puteți ajuta Wikipedia prin completarea lui.